# Minuartia globulosa
Minuartia globulosa är en nejlikväxtart som först beskrevs av Jacques-Julien Houtou de La Billardière, och fick sitt nu gällande namn av Schinz och Thell. Minuartia globulosa ingår i släktet nörlar, och familjen nejlikväxter. Inga underarter finns listade i Catalogue of Life.